# Susan Alcorn
Pour les articles homonymes, voir Alcorn.
Susan Alcorn, née le 4 avril 1953 à Allentown en Pennsylvanie et morte le 31 janvier 2025 à Baltimore au Maryland, est une musicienne américaine, pedal steel guitariste de musique improvisée et contemporaine.

## Biographie
Susan Alcorn commence à jouer de la guitare à 12 ans.
Sa mort est annoncée le 31 janvier 2025.